# 加尼妥单抗
加尼妥单抗（INN：Ganitumab）是一种针对胰岛素样生长因子1受体（IGF1R）的人单克隆抗体，设计用于治疗癌症。加尼妥单抗由安进公司开发。一项III期临床试验（针对转移性胰腺癌）于2012年8月被放弃。